# Carlos Luis Augusto Fouquet, duque de Belle-Isle
Carlos Luis Augusto Fouquet, duque de Belle-Isle (22 de septiembre de 1684, Villefranche-de-Rouergue – 26 de enero de 1761, Versalles) fue un general, mariscal de Francia y estadista francés. Se le recuerda principalmente por su papel en la participación de Francia en la guerra de sucesión austriaca.

## Vida y carrera
Nacido en Villefranche-de-Rouergue, Belle-Isle era nieto de Nicolas Fouquet, quien sirvió como superintendente de finanzas bajo Luis XIV. Su familia cayó en desgracia debido a la ambición desmedida de Fouquet a los ojos de Luis XIV. Decidido a borrar la desgracia previa de su familia, ingresó en el ejército a una temprana edad y fue nombrado coronel propietario de un regimiento de dragones en 1708. Ascendió al rango de brigadier durante la guerra de sucesión española, y en marzo de 1718 al de mariscal de campo. Estuvo presente en la toma de Fuenterrabía en 1718 y de San Sebastián en 1719 durante la guerra de la Cuádruple Alianza (1718-1720).
Hizo su fortuna especulando con un sistema financiero desarrollado por John Law, reformador monetario escocés y creador del «Plan Mississippi». Fue deshonrado y exiliado a sus propiedades por el duque de Borbón, jefe del consejo de Regencia. Recuperó su posición en la corte bajo el cardenal Fleury. Apoyado en el ascenso del cardenal Fleury, Belle-Isle ascendió a teniente general y ganó en influencia sobre la política militar francesa. En la guerra de sucesión polaca, Belle-Isle comandó un cuerpo bajo las órdenes del mariscal Berwick, capturando Tréveris y Traben-Trarbach y participando en el sitio de Philippsburg (1734). Cuando se firmó la paz en 1736, Luis XV le otorgó a Belle-Isle los gobiernos de tres fortalezas importantes, las de Metz, Toul y Verdún, cargos que ejercería hasta su muerte. Esto fue en reconocimiento tanto a sus servicios militares como a su participación en las negociaciones sobre la cesión de Lorena.
Con la esperanza de suceder a Fleury como ministro principal de Francia, Belle-Isle se involucró en varias intrigas cortesanas. Lideró una facción antiaustriaca en la corte que obligó a Fleury a realizar operaciones ofensivas contra María Teresa en interés de Carlos Alberto, príncipe elector de Baviera. La reputación militar y política de Belle-Isle alcanzó su apogeo en ese momento, convirtiéndose en uno de los principales asesores del gobierno en asuntos militares y diplomáticos. En 1741 se le envió en misión diplomática a Frankfurt, Alemania, como plenipotenciario francés para implementar, en interés de Francia, un gran plan de reorganización política en el moribundo Sacro Imperio Romano Germánico, y en particular para obtener la elección de Carlos Alberto como emperador. La larga tradición de rivalidad franco-austriaca se había cristalizado en torno a Belle-Isle, quien había emergido como líder del bloque belicoso de legisladores franceses hacia la Casa de Austria. En el convulso año de 1741, Belle-Isle estuvo al frente de la política intervencionista francesa en Alemania —caracterizada por el académico Richard Lodge como un «plan para la humillación de la Casa de Austria»—así como de los comienzos de la Guerra de sucesión austriaca. La agresión francesa se hizo posible en gran medida gracias al precedente establecido por Federico II de Prusia y su conquista de Silesia de manos de los Habsburgo. Las victorias iniciales de Francia—entre ellas la elección de Carlos Alberto como emperador— fueron, sin embargo, de corta duración y para 1743 la guerra estaba resultando muy decepcionante para Francia, en tanto el mando militar de Belle-Isle en Alemania sufrió numerosos reveses y pérdidas. Su agresiva estrategia hacia Austria se centraba en una rápida derrota de una Austria impotente y desorganizada, junto con el eje que constituía la alianza franco-prusiana.
En 1741, Belle-Isle fue nombrado Mariscal de Francia, y recibió el mando de un gran ejército, con el que se dice que prometió lograr la paz en tres meses bajo los muros de Viena. La verdad de esta anécdota es motivo de debate, en tanto nadie conocía mejor que Belle-Isle las limitaciones que las circunstancias militares y políticas de la época imponían a los comandantes. Belle-Isle fue, de acuerdo con un académico, «la influencia más importante en la política francesa en el año crucial de 1741». Belle-Isle influyó en la elección de Carlos Alberto como emperador (Carlos VII) el 24 de enero de 1742, por lo que fue creado duque de Gisors en marzo.
No obstante, las circunstancias en las que se encontró limitaron severamente sus esfuerzos como general y como estadista. Tras sus victorias iniciales, Belle-Isle sufrió una regresión y una derrota. Esto se debió, al menos parcialmente, a que Federico II, habiendo ya logrado sus objetivos, retiró a Prusia de la guerra de manera prematura, dejando a Belle-Isle a merced de un ejército austríaco mucho más numeroso. Con todo y las desesperadas circunstancias, la audaz retirada francesa de Praga mostraron la brillantez y la valentía militar de Belle-Isle. En diez días condujo a 14 000 soldados (5 000 de ellos se quedaron en la ciudad bajo el mando de François de Chevert) hacia el bosque del Alto Palatinado y a través de él, mientras eran acosados por la caballería ligera enemiga y en medio de grandes penurias. Al no dejarse nunca aislar, logró alcanzar la relativa seguridad de Eger, tras perder 1 500 hombres. Su subordinado, François de Chevert, y sus 5 000 hombres defendieron Praga tan bien que los austriacos les permitieron abandonar la ciudad por medio de una capitulación honorable. Los medios por los cuales esto se logró incluyeron al parecer amenazas de parte de Chevert de quemar la ciudad.
No obstante, la campaña había desacreditado a Belle-Isle, quien fue ridiculizado en París. Francia terminó repudiando el reconocimiento de Fleury de la Pragmática Sanción y renunciando a la oportunidad de concentrarse en la rivalidad naval y colonial con Gran Bretaña. Se dice que Fleury se volvió contra él, y para colmo de desgracias, fue capturado y hecho prisionero por fuerzas británicas mientras viajaba de Cassel a Berlín por medio de Hannover.
Belle-Isle permaneció prisionero de guerra en Inglaterra durante un año, a pesar de las exigencias de Luis XV y Carlos VII. Durante las campañas francesas de 1746 y 1747, Belle-Isle fue puesto al mando en la frontera alpina. Su hermano menor, el Chevalier de Belle-Isle sirvió bajo su mando allí. El Belle-Isle menor lideró el ejército francés enviado a invadir el Piamonte, donde murió en la batalla de Assietta. Tras la derrota, las fuerzas francesas estaban debilitadas y desmoralizadas. Con todo, el Belle-Isle mayor logró repeler una invasión subsiguiente de Provenza por parte de fuerzas austriacas e italianas y replegó la lucha hacia la llanura de Lombardía. Con el tratadao de paz, y habiendo recuperado así su reputación militar de los desastres de 1742 y 1743, Belle-Isle fue nombrado par de Francia en 1748. El rey Luis XV lo habría de nombrar Secretario de Estado de Guerra en 1758, cargo que Belle-Isle ocuparía hasta su muerte en 1761.
Durante sus tres años como Secretario de Guerra, Belle-Isle emprendió numerosas reformas, entre las que destaca el desarrollo de una escuela militar francesa para oficiales, en tanto el cuerpo de oficiales se había demostrado inadecuado durante las guerras de las últimas décadas. Sus reformas incluyeron la supresión de las coronelías propietarias para nobles que eran demasiado jóvenes para comandar, y la institución de una Orden del Mérito. Tales reformas del cuerpo de oficiales eran similares a la estructura del ejército prusiano en el sentido de que intentaban poner el mérito y el honor por encima de nombramientos a ojos cerrados de la nobleza. El éxito de sus reformas es motivo de debate, en tanto que para la época estaba en curso la guerra de los Siete Años. De acuerdo con Walter L. Dorn, los esfuerzos de Belle-Isle llegaron «demasiado tarde para poder marcar una diferencia» en la guerra y en el continuo declive del poder militar francés.  Fue criticado por su fracaso en reforzar las tropas francesas en Quebec, perdiendo de esa manera a Canadá.

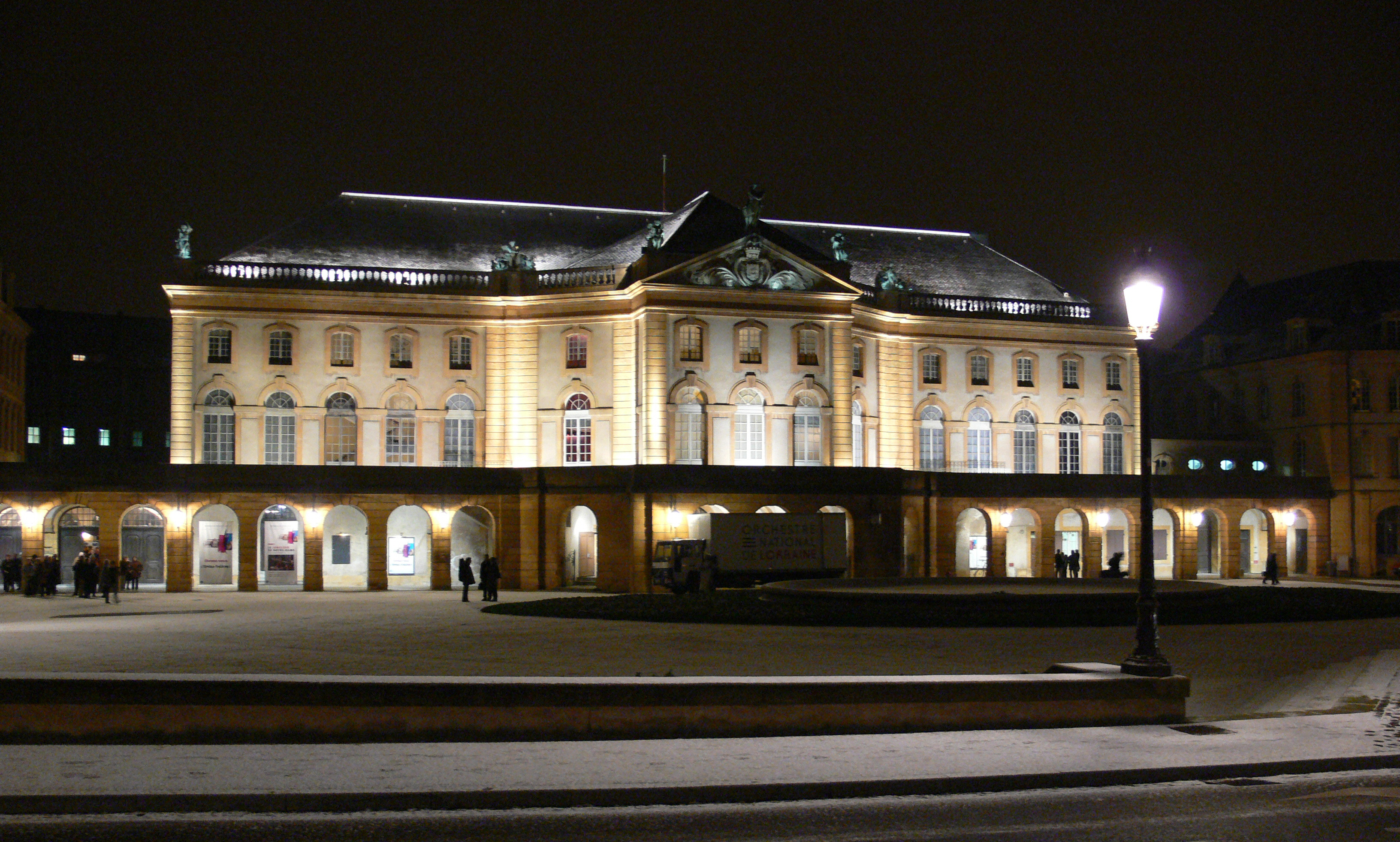
La ópera de Metz, construida durante el ducado de Belle-Isle sobre la ciudad

Belle-Isle fue amigo íntimo del conde de Saint-Germain y en 1760 le permitió viajar a La Haya para buscar un tratado de paz, obtener financiación para Francia y crear una compañía completamente independiente que administrara el tesoro de Francia. El ministro de Asuntos Exteriores francés, duque de Choiseul, se opuso firmemente a esta iniciativa e intentó que el conde de Saint-Germain fuera arrestado.
Belle-Isle se interesó por la literatura a lo largo de toda su vida y fue elegido miembro de la Academia Francesa en 1740, por lo que fundó la Academia Nacional de Metz en 1760. Belle-Isle también es considerado actualmente como una constructor-gobernante. Como benefactor de la ciudad, dio inicio durante su ducado a la modernización del centro de Metz en un contexto de Ilustración. Belle-Isle comisionó al arquitecto real Jacques-François Blondel el embellecimiento de la plaza de la ciudad y la construcción del ayuntamiento, el parlamento y el cuartel de la guardia. Decidió asimismo la edificación de los palacios del gobernador y del intendente reales y de la ópera de Metz, describiéndola como «uno de los teatros de ópera más bellos de Francia» en su época. Poco antes de su muerte declaró: «La ciudad de Metz es mi amante». No obstante, su ducado sobre Metz terminaría con su muerte, pues su único hijo, el conde de Gisors, había muerto el 23 de junio de 1758 en la batalla de Krefeld. Existe una placa conmemorativa en su honor actualmente en la explanada de la Ópera de Metz.